# Герб Дзукії
Герб Дзукії (лит. Dzūkijos herbas) — герб історичного регіону Литви Дзукії.

## Опис
У синьому полі срібний закутий в лати лицар, що тримає в правиці золоту алебарду на срібному держаку, а ліва рука спочиває на балтському срібному щиті, прикрашеному золотом зверху і знизу. Щит підтримують дві срібні рисі з золотими кігтями і язиками на срібній балці. Балку обвиває срібна стрічка з написом синіми літерами: «Ex gente bellicosissima populus laboriosus» — «З войовничого роду працьовитий народ» (як нагадування про давнє войовниче плем'я ятвягів, що було одним з предків сучасних литовців-дзуків).

## Історія

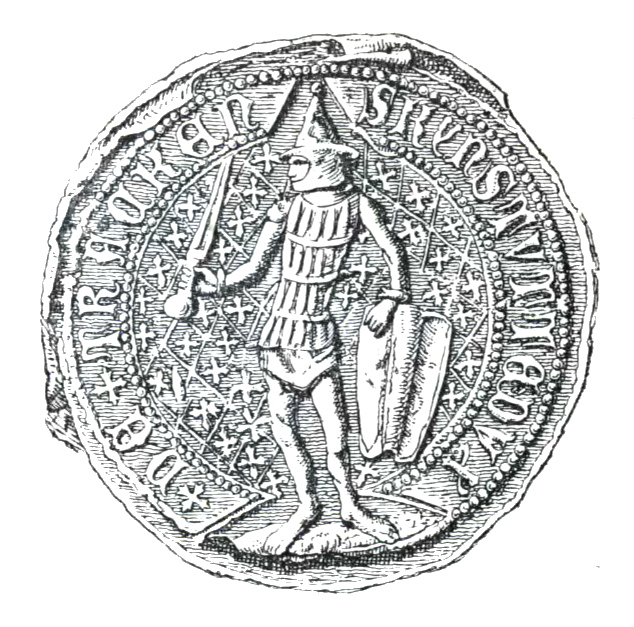
Троцький герб з печатки Кейстута 1379 року

В основі герба Дзукії лежить герб Троків (Тракай). Він вперше зустрічається на печатці троцького князя Кейстута 1379 року. На ній зображений обренений праворуч піхотинець, що стоїть на землі, в пластинчатих обладунках і конусній капеліні із круглим завершенням; він тримає правицею меча, а лівицею спирається на щит-павезу.
На великих печатках великого князя литовського Вітовта Кейстутовича, фігурує модифікований герб Троків. Так, на печатці 1404 року піхотинець тримає у правиці щита, а лівицею спирається на спис. На печатці 1407 року щит і спис поміняні місцями. Сам піхотинець має на голові капюшон. Того ж троцького піхотинця, але без щита зображено на великій печатці Сигізмунда Кейстутовича від 1436 року.
Від XVII століття замість списа в гербі зображалася алебарда.
25 лютого 2003 року Геральдична комісія Литви схвалила проекти герба і прапора Дзукії, створені художником Арвідасом Каждайлісом (Arvydas Každailis) з ініціативи депутатів Сейму А.Скарджюса і Г.Якавоніса.

## Галерея

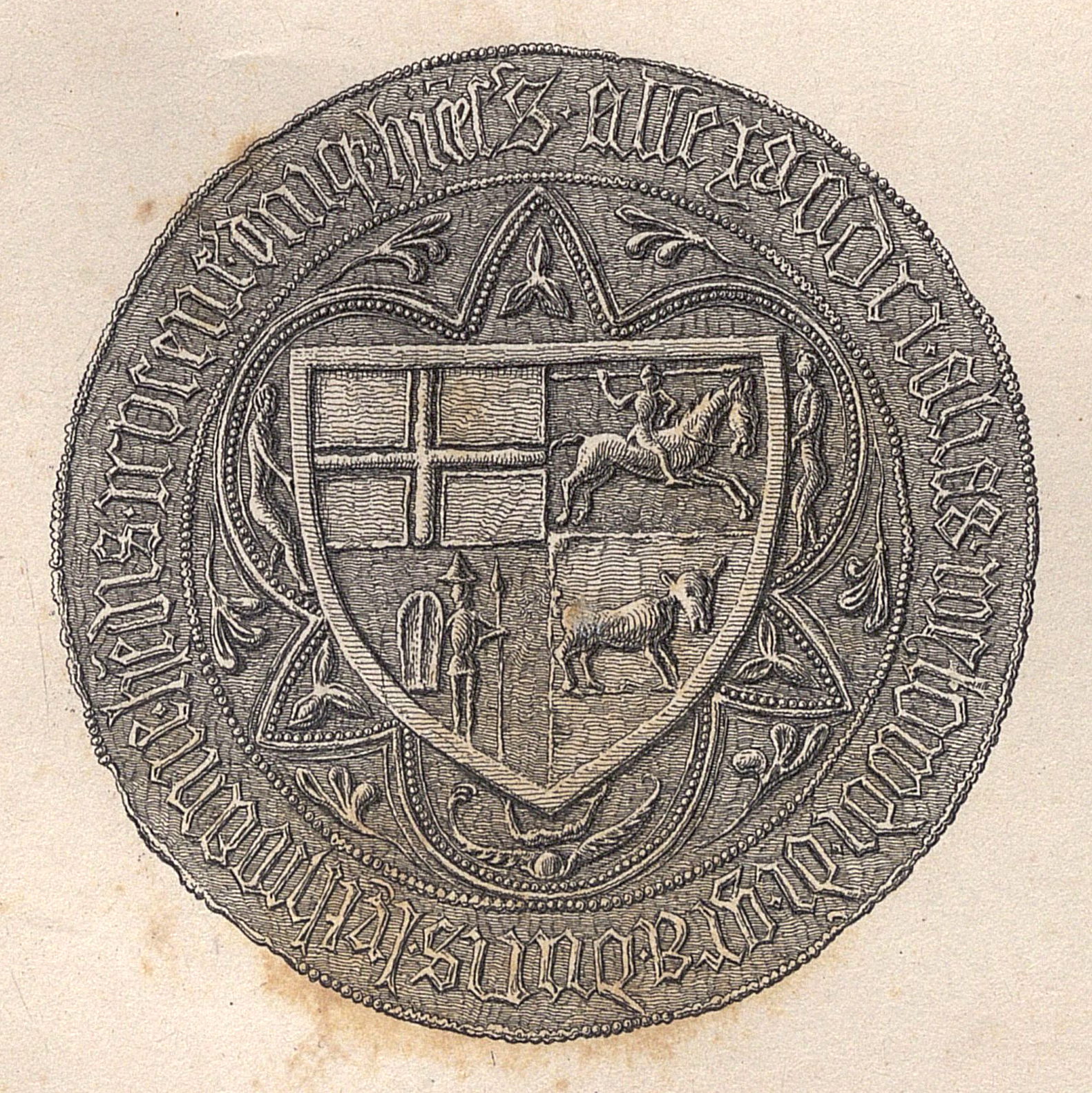
Печатка Вітовта 1404
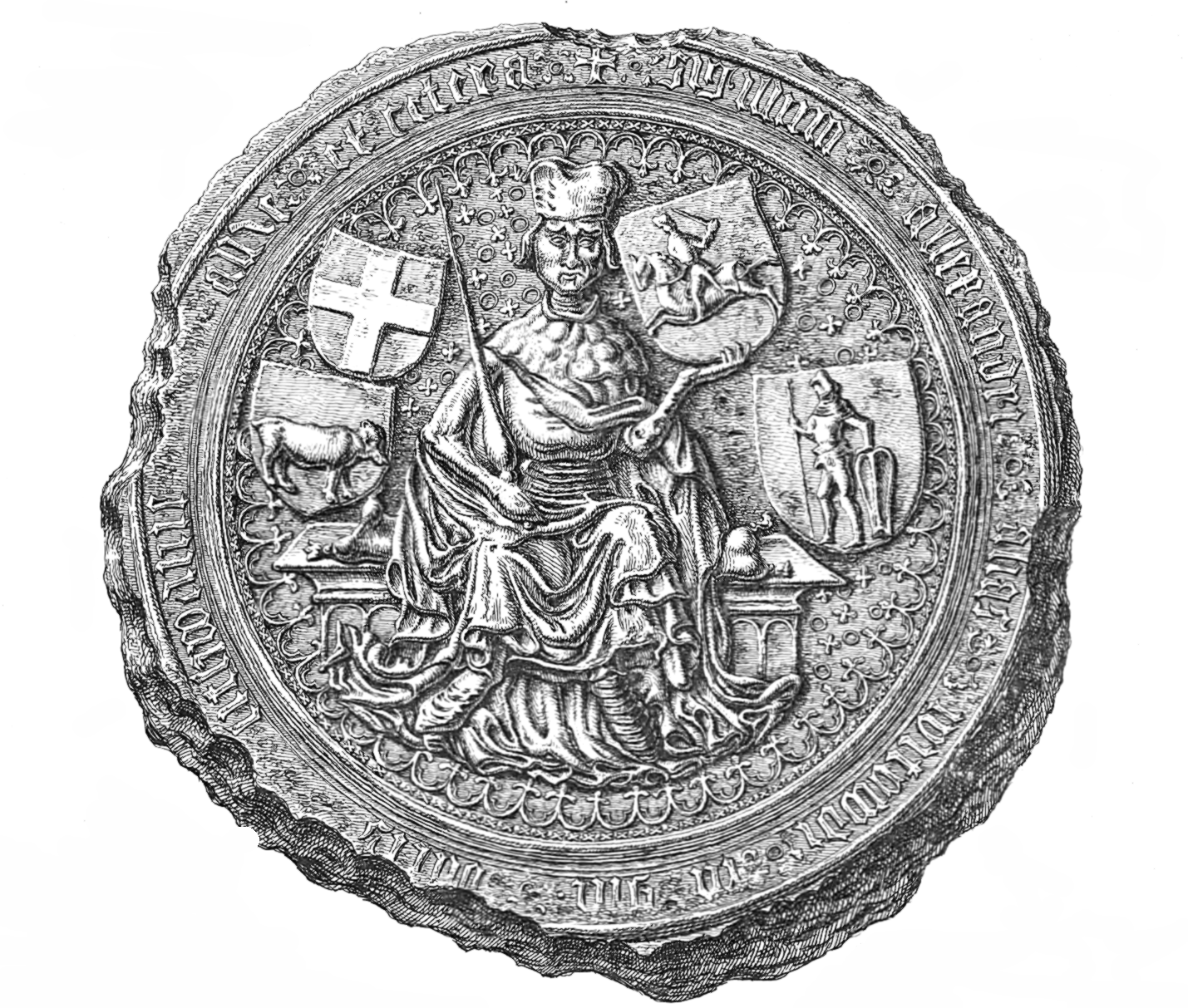
Печатка Вітовта 1407
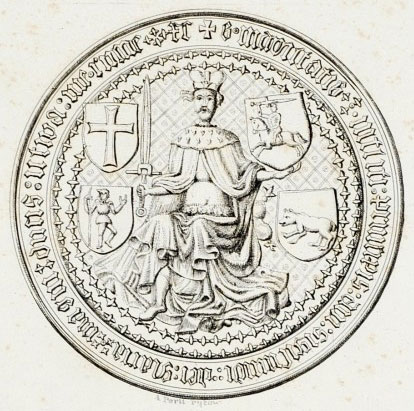
Печатка Сигізмунда 1436
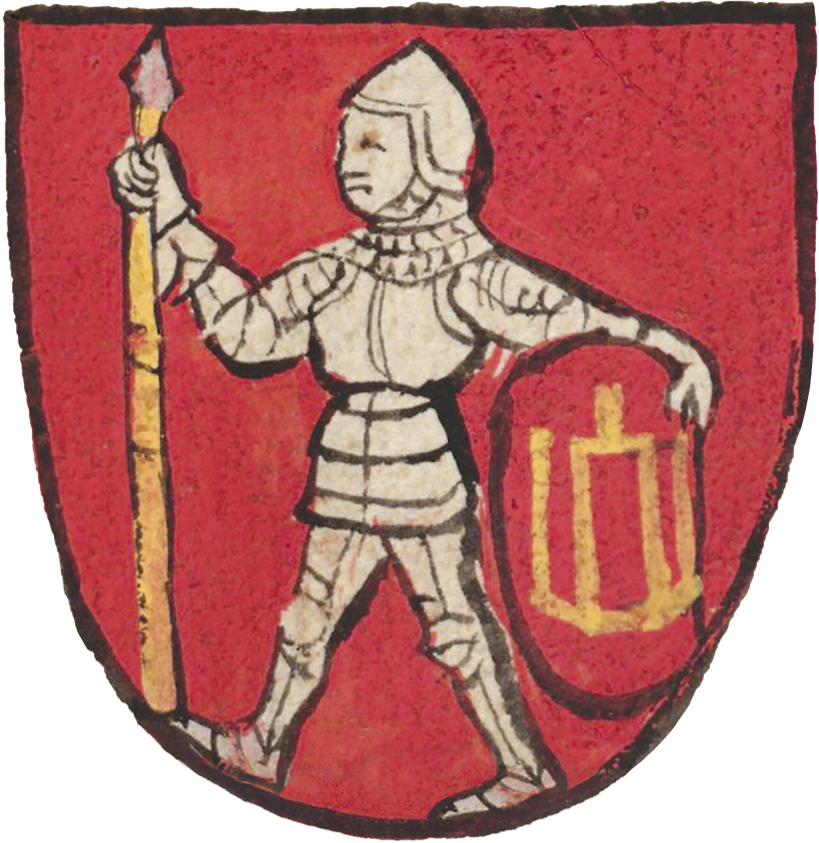
Герб Троцького воєводства ~1435
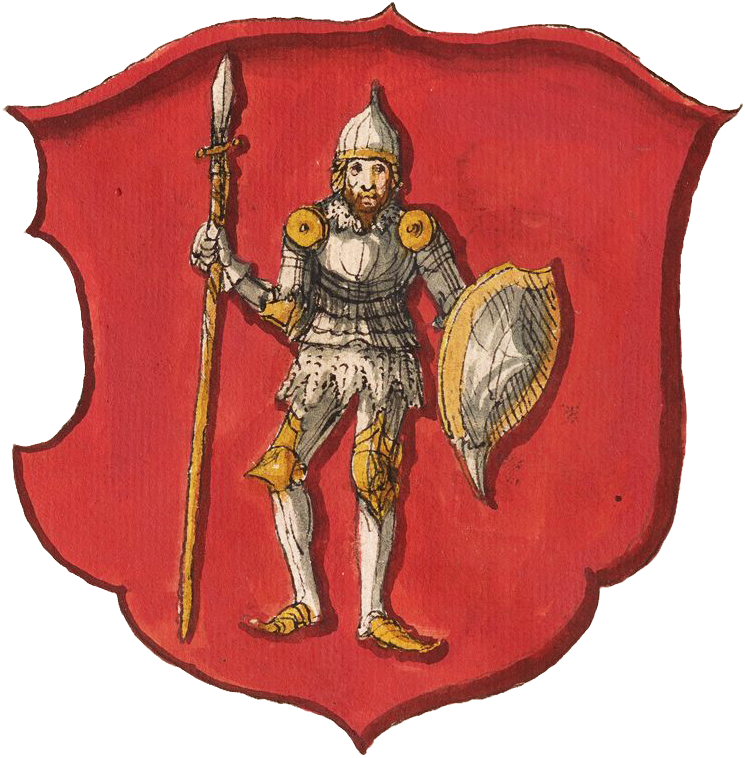
Герб Троцького воєводства 1555
Троцький район